# Batalla de Mal Tiempo
La Batalla de Mal Tiempo fue un enfrentamiento bélico producido en el texto de la Invasión de Oriente a Occidente en Cuba. Tuvo lugar el 15 de diciembre de 1895, a unos kilómetros del poblado de Cruces, hoy provincia de Cienfuegos; en la batalla se enfrentaron fuerzas mambises y fuerzas españolas, resultando vencedoras las primeras. Esta victoria fue considerada como una de las más importantes de la invasión, por las consecuencias políticas, militares y económicas en favor del movimiento independentista.

## Preludio
Constituyó uno de los acontecimientos más ilustres de las luchas por la independencia. Estuvo encabezado por el Generalísimo Máximo Gómez y su Lugarteniente General Antonio Maceo, que dirigían una tropa de arrojados patriotas que protagonizaron hechos que ennoblecieron la historia patria en combates decisivos para el prestigio de la insurrección armada.
En su marcha desde Oriente, Arsenio Martínez Campos, figura clave dentro del sistema colonial español en la Isla, comprendió que el avance del Ejército Libertador era inminente y en un desesperado intento por detener el empuje insurrecto, concentró gran cantidad de tropas en la zona de Cruces.

## La Batalla de Mal Tiempo
La zona de Mal Tiempo fue el escenario que permitió a los cubanos demostrar el patriotismo que los henchía. Los insurrectos mambises contaban además con la topografía del terreno, “un regalo de la naturaleza para hacer más perfecta la victoria”. La inteligencia táctica del Generalísimo, Máximo Gómez y la valentía de sus hombres, pusieron el resto para el éxito de la contienda. Maceo estaba a la vanguardia de la caballería, y Gómez atacó al grito de ¡al combate, viva Cuba libre! Se desató la lucha.

### Alguien dijo…
Eugenio Sánchez Agramonte, presente en esta acción, expresó: “partieron como un rayo 250 jinetes con el machete en alto, las riendas semisueltas, sostenidas por la mano izquierda, que a la vez se agarraba de las crines siguiendo como un torbellino al invicto General Gómez, que clavado y tieso en su montura, más parecía un centauro que un ser humano...”
José Miró Argenter, quien fue testigo de aquella heroica epopeya, apuntó: "Firme aún, la infantería española, rodilla en tierra, resistió con un fuego mortífero y las puntas de las bayonetas, para que nadie pasara. Al grito de "arriba Oriente, al machete, viva Maceo", abren brecha los orientales y acuchillan sin piedad durante quince minutos". "No duró más tiempo el drama. Aquí han caído dos secciones completas con sus oficiales que los mandaban, más allá, grupos de infantes y jinetes mezclados en confusión, ruedan al filo del sable cubano", añadió.
Enrique Loynaz del Castillo, participante del mismo, destaca: "La jornada de Mal Tiempo indirectamente decidió la suerte de la guerra. No la siguió de inmediato el resultado final, pero ella despejó el camino, multiplicó la fuerza y el espíritu de la Invasión y probó una vez más la capacidad del soldado español, mucho mejor armado como estaba, y más disciplinado para vencer en el campo abierto a tropas sin ninguna experiencia previs en combate."

### Resultados de la batalla
En aquel combate, el Ejército Libertador causó alrededor de 200 bajas al ejército español. Las fuerzas independentistas solo reportaron cuatro muertos e igual cantidad de heridos. Se probó la certera estrategia militar del Generalísimo Gómez y la valentía y disposición combativa de sus soldados.

## Consecuencias
Muchos cubanos vinculados a la industria azucarera inspirados por el triunfo de Mal Tiempo, suspendieron las labores de preparación de la zafra y desarticularon las máquinas de los ingenios. Este hecho constituyó un duro golpe económico para los colonialistas de la región. 
En días posteriores al 15 de diciembre el Ejército Español sufrió otro rosario de derrotas ocasionadas por los insurgentes criollos, aunque la batalla de Mal Tiempo resultó imprescindible para el avance de la invasión hacia el Occidente de la isla de Cuba.